# Olcella flaviseta
Olcella flaviseta är en tvåvingeart som först beskrevs av Malloch 1934.  Olcella flaviseta ingår i släktet Olcella och familjen fritflugor. Inga underarter finns listade i Catalogue of Life.